# 老爸快跑
《老爸快跑》是一部中国大陆出品的电视连续剧。

## 主要演员
- 徐　峥　饰　张　三
- 伊春德　饰　袁水瑶
- 王虎城　饰　张　父
- 吴鉴祺　饰　张天一
- 宋昊林　饰　陈天宇
- 么卓然　饰　余丽丽